# Indian National Academy of Engineering
L'Indian National Academy of Engineering (INAE) è un'accademia scientifica indiana che riunisce ingegneri e tecnici provenienti da tutto il Paese. Unica accademia indiana nell'ambito delle discipline ingegneristiche, l'INAE rappresenta l'India all'interno dell'International Council of Academies of Engineering and Technological Sciences (CAETS).
La sede è a Nuova Delhi.

## Storia
Su impulso dell'allora Ministro delle Forniture Civili Jai Krishna, il 20 aprile 1987 ottenne il riconoscimento giuridico ai sensi del Societies Registration Act 1860, che la rendeva un'istituzione autonoma e registrata a livello nazionale. L'11 aprile 1988 il premier Rajiv Gandhi inaugurò ufficialmente l'INAE.

## Ammissione
Ogni anno vengono ammessi fino a un massimo di 50 nuovi membri provenienti dal mondo accademico, industriale e governativo. L'introduzione nell'Accademia è solo per chiamata diretta e nominativa. Secondo le regole dell'Accademia il numero totale dei borsisti in qualsiasi momento non può superare le 800 unità.

## Attività
L'INAE si occupa di politica della scienza e politica della tecnologia, programmazione dello sviluppo generale e di settore a beneficio della società, mediante progetti di ricerca, studi pilota, formazione ingegneristica, borse di studio e premi, l'organizzazione di seminari, workshop e tavole rotonde su temi di attualità e di rilevanza nazionale.
Finanziata dal Dipartimento della Scienza e della Tecnologia, l'INAE è un organismo consultivo e un interlocutore privilegiato del governo per tutto ciò che concerne la pianificazione dello sviluppo del Paese, nel quale i membri e specialisti esterni discutono soluzioni applicative, tecniche, ingegneristiche e proposte di progetto secondo i requisiti specificati dalla pubblica autorità.

Gli eventi si concludono spesso con l'approvazione formale di raccomandazioni e linee-guida, che vengono poi presentate ai dipartimenti e agli enti governativi interessati, fornendo loro assistenza nella formulazione delle politiche nazionali di crescita e sviluppo.